# Bugarama (Kagera)
Bugarama è una circoscrizione rurale (rural ward) della Tanzania situata nel distretto di Ngara, regione del Kagera. Conta una popolazione di 28 718 abitanti (censimento 2012).